# Scooby-Doo! Sub Cupola Circului
Scooby-Doo! Sub Cupola Circului (engleză Big Top Scooby-Doo!) este al optsprezecelea din seria de filme direct-pe-video Scooby-Doo. DVD-ul a fost realizat în 9 octombrie 2012 de către Warner Home Video.
Premiera în România a fost de asemenea prin lansare pe DVD, subtitrat în limba română.

## Premisă
Scooby-Doo, Shaggy și gașca ajung în Atlantic City pentru o vacanță relaxantă… și o sumedenie de mistere de rezolvat! După ce vizitează ringul unui circ ce este bântuit de vârcolaci, gașca merge sub acoperire pentru a afla ce se întâmplă de fapt. Acum depinde doar de claunul Daphne, acrobatul Fred, Velma femeia-rachetă, prezentatorul Shaggy și uimitorul câine Scooby-Doo pentru a rezolva misterul și a salva circul.

## Deferințe și note
1. 1 2  „Scooby-Doo: Big Top Scooby-Doo [Blu-ray] (2012)”. Amazon.com. Accesat în 13 iulie 2012.

## Legături externe
- Scooby-Doo! Sub Cupola Circului la Internet Movie Database